# Mus
El mus (del euskera mus) es un juego de naipes ampliamente extendido en España y también muy jugado en algunos países de Hispanoamérica, como Argentina, Colombia, México, Uruguay y en algunas regiones del sur de Francia. Se trata de un juego con más de doscientos años de historia y cuyo origen mayormente aceptado estaría en País Vasco.
Para el mus se utiliza la baraja española y normalmente lo juegan cuatro personas agrupadas en dos parejas. Las reglas pueden variar mucho dependiendo de las costumbres locales del lugar donde se juegue, pero cada mano siempre consistirá de las siguientes jugadas llamadas "lances":
- Grande: la combinación es mejor cuanto mayor sea el valor de las cartas.
- Chica: la combinación es mejor cuanto menor sea el valor de las cartas.
- Pares: la combinación es mejor cuantas más cartas iguales haya y mayor sea su valor.
- Juego: consiste en igualar o superar la cifra de 31 sumando el valor de cada carta. Si nadie alcanza esta cifra, se jugará al "punto" y la mejor combinación será la que más se aproxime a 30.

En cada una de las jugadas se puede "envidar" (apostar) el número de tantos que se quiera (el mínimo es dos) o incluso jugarse todo un juego en lo que se conoce como un "órdago" (del euskera hor dago, "ahí está").
La pareja ganadora será la que primero gane una partida; dicha partida estará formada por lo que en la jerga del mus se llaman "vacas" (de forma similar a los sets en el tenis). Para ganar cada vaca será necesario ganar un número determinado de "juegos" (chicos o pequeños), siendo lo normal jugar cada vaca "al mejor de 3" (el primero que gane 2 juegos se apunta la vaca) o  "al mejor de 5" (gana la vaca el primero que gane 3 juegos). A su vez, cada juego estará formado por un número determinado de tantos.
El nombre de "mus" puede tener su origen en el euskera, donde musu significa beso, uno de los gestos que sirve como seña para indicar una jugada. Otra teoría indica que la palabra "mus" proviene del latín, donde muss significa mantenerse callado; si conjugásemos el verbo "musso" en su primera persona del singular sería "mus", que vendría a decir "yo callo", en oposición a "hablar", que representaría el inicio de las rondas de apuestas y de la partida en sí.

## Breve historia

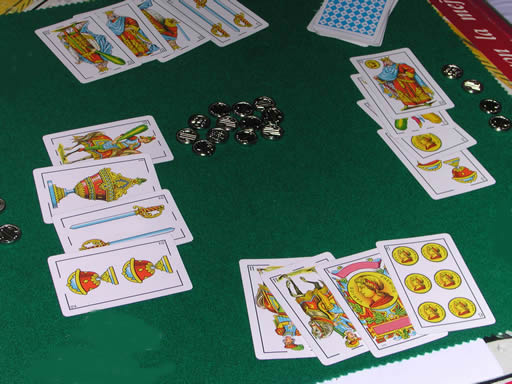
Partida de mus. El jugador en la posición Este es el que ha repartido las cartas y es el postre. El jugador Norte es el mano. El mazo de cartas se sitúa entre los dos. El jugador Sur es pareja del Norte y el Oeste del jugador Este. En el centro están las "piedras". En el caso de juego por parejas, uno de los miembros almacena las "piedras" y el otro los "amarracos" (cinco piedras).

Existe ya una primera referencia documental que se remonta al año 1745 en el Diccionario trilingüe (vasco-castellano-latín), donde lo cita el filólogo vasco y jesuita Manuel Larramendi.
En 1804, se editaron en Pamplona los primeros reglamentos conocidos del mus. Se trata de las “Reglas fixas que conviene usar en el juego llamado Mus”,  escritas por J. Ortiz de Zárate. Más tarde se extenderán a Madrid las diversas “reglas fixas”, especialmente en las ediciones de 1842, 1855, etc.
El Diccionario crítico etimológico de la lengua castellana de Joan Corominas y el Diccionario de la lengua española afirman que la palabra "mus" proviene del vasco mux y esta, a su vez, del francés mouche (mosca). También podría derivar del euskera musu (beso) o mustur (morro), con los que se hacen señas para comunicar las cartas. Valero de Castro cree que '"mus'" deriva del latín musso (murmurar o esperar en silencio), pues en el mus vasco-navarro no se permite hablar.
El viajero inglés Richard Ford escribió hacia 1850 que el mus "es un juego de cartas y gestos".

## Introducción
El mus se juega en toda España, partes de Francia e Hispanoamérica. Al no existir una federación oficial de mus no existen tampoco reglamentos oficiales de obligado cumplimiento. Su desarrollo suele depender de las costumbres locales, al menos en la práctica cotidiana y amistosa. En los campeonatos más serios se suele establecer previamente un reglamento de juego que deben acatar todos sus participantes.
El mus se juega con la baraja española de 40 naipes (sin ochos ni nueves, es decir, con la baraja española tradicional) y tiene distintas modalidades según regiones. Generalmente se juega por parejas (una pareja contra otra), aunque también se puede jugar de manera individual (dos jugadores, uno contra otro) o incluso por tríos (un trío contra otro). En el caso de las parejas, forma más habitual de jugarlo, los dos miembros de una misma pareja se sitúan en la mesa uno frente al otro y la otra pareja se sitúa en la mesa en el otro sentido, de forma que los miembros de ambas parejas se encuentren intercalados alrededor de la mesa.
Entre los diferentes reglamentos de mus existentes, hay 2 que son los más utilizados (o alguna variante de ellos): el reglamento de la fábrica de naipes Fournier, de Vitoria, que a su vez es una recopilación de distintos reglamentos y costumbres; y el reglamento de los Campeonatos del Mundo de las Comunidades Vascas. El primero es el más extendido en España, mientras el segundo es el más utilizado fuera de España y en La Rioja, Navarra y Guipúzcoa.
Las diferencias fundamentales entre los 2 reglamentos son las siguientes:
- Reglamento de naipes Fournier:[9] Se juega con 8 reyes y 8 ases (los tres se cuentan como reyes y los dos como ases) y no vale La Real.
- Reglamento de las Comunidades Vascas:[10] Se juega con 4 reyes y 4 ases (los treses y doses conservan su valor) y sí vale La Real.

Cada mano del juego consiste en cuatro lances: la grande, la chica o pequeña, los pares y el juego. Se van jugando por ese orden, y cuando se terminan, se procede al recuento de lo ganado en las apuestas. Luego se inicia una nueva mano hasta que alguna pareja consiga los puntos necesarios para ganar el juego.
Una partida de mus se divide en vacas y las vacas, a su vez, en juegos, (en algunos lugares llamados chicos). Cada juego es ganado por aquella pareja que consiga ganar 8 amarracos, cada uno de los cuales vale 5 piedras (40 tantos o piedras en total por juego), pero hay zonas en las que se juega a 6 amarracos (30 tantos). Lo más usual es que una vaca esté compuesta por 3, 5, 7 o 9 juegos, es decir, en una partida a una vaca de 5 juegos gana el que antes consiga ganar 3 juegos. En algunos lugares se juega a 5 juegos y 5 vacas, con lo cual para ganar una vaca hace falta ganar 3 juegos y para ganar una partida, ganar 3 vacas. En los torneos, lo más corriente es jugar a una vaca de 5, 7 o 9 juegos. Se pueden encontrar muchas variantes a este respecto.

## Reglas básicas
Antes de comenzar a jugar, hay que acordar qué normas se aplican, ya que no son comunes en todos los sitios. Por ejemplo, a cuántos tantos se juega la partida (normalmente a 40, aunque en algunos sitios se juega a 25 o 30), con cuántos reyes y ases se juega, qué señas se admiten y cuáles no, etc. Normalmente, en cada zona se juega según la tradición, pero si nos encontramos en otra zona, o bien si en la misma zona puede haber alguna variante (p.e. si vale la real), conviene acordar las normas antes de empezar a jugar. En el caso de torneos o campeonatos, los reglamentos especificarán las distintas normas a aplicar.

### Comportamiento
El mus se considera un juego de honor en el que se presume y se espera que los jugadores se comporten honestamente y de acuerdo al reglamento o costumbres locales. En el mus no se permite mentir ni tampoco se permite utilizar señas distintas de las recogidas en los reglamentos o costumbres locales. Un comportamiento deshonesto o no acorde con las reglas se sanciona con la pérdida de un juego completo (equivalente a perder un órdago) incluso aunque el incumplimiento haya sido involuntario o por desconocimiento de las costumbres locales.

### Valor de las cartas
En el mus no se hace distinción de palos ni hay triunfo, por lo que todas las cartas del mismo número valen lo mismo con independencia del palo al que pertenezcan. Las cartas tienen su valor natural de acuerdo a su número (del 1 al 7) y en el caso de las figuras estas tienen un valor de 10 cada una, pero solo para el último lance (juego), ya que para el resto de lances se distingue entre sota, caballo y rey (de menor a mayor valor).
En el caso de jugar con la variante de 8 reyes y 8 ases (habitual en España), los treses equivalen a reyes (en el juego, valen 10 puntos cada uno) y los doses a ases (valen un punto cada uno), es decir, que se puede formar pareja con un rey y un tres (equivale a dos reyes) o con un as y un dos (equivale a dos ases). En la práctica, es como jugar con 8 reyes y 8 ases, en este caso sin doses ni treses.

### Mano y postre
En la jerga del mus se denomina «mano» al jugador que se encuentra a la derecha del que reparte, y es el jugador que comienza a hablar en cada mano; se denomina «postre» al jugador que reparte las cartas y que es el último en hablar.
Las rondas comienzan siempre con el jugador mano y continúan hacia la derecha hasta llegar al postre. En caso de empate en cualquier lance del juego, gana el jugador que sea mano o que este más próximo a él, según el orden de juego.

### Juego de boquilla
En algunos reglamentos o lugares se permite el denominado «juego de boquilla», consistente en hablar en voz alta sobre posibles cartas o jugadas que se llevan, aunque sea falso (se permite mentir al hablar). A veces solo se permite el juego de boquilla en algunos momentos del juego, pero no en toda la partida.
No obstante, en la mayoría de las zonas y reglamentos, se considera que esta norma va contra la esencia del mus, considerado un juego de honor en el que los jugadores nunca mienten. Salvo que el juego de boquilla esté permitido en el reglamento o costumbre local, se considera que «la boca hace juego», y por tanto todo lo que se hable sobre cartas o jugadas debe ser verdad o se sancionará con la pérdida del juego por haber tenido un comportamiento deshonesto al haber mentido. En algunos reglamentos ni siquiera se permite hablar sobre cartas o jugadas que se tengan, considerando este comportamiento igualmente deshonesto, ya que el juego se basa en utilizar las señas para transmitir la jugada al compañero y saber jugar cada jugador individualmente. Los reglamentos más estrictos ni siquiera permiten hablar más allá de lo estrictamente necesario para el desarrollo del juego, aunque en la actualidad los reglamentos son cada vez más flexibles en esto, considerando no obstante que el comportamiento del jugador debe ser honesto.

## Mus o no mus
En cada mano, después de barajar las cartas, se comienza repartiendo cuatro cartas a cada jugador de una en una. Una vez repartidas, cada jugador en orden, comenzando por el mano, dice si quiere «mus» (quiere descartarse de alguna carta o de todas), o «no mus» (está conforme con las cartas que tiene y no quiere descartarse de ninguna). Para que haya mus, todos los jugadores deben querer mus. En el caso de que haya mus, cada jugador se descarta de las cartas que quiera (es obligatorio descartarse al menos de una carta), dejándolas boca abajo en un montón en el centro de la mesa, y el postre reparte un número de cartas igual a las que cada jugador se haya descartado (en este caso se reparte a cada jugador todas las cartas que desee «de una vez», a no ser que los cuatro jugadores se hayan descartado de todas sus cartas, en cuyo caso se reparte de una en una). Este proceso se repite hasta que uno de los jugadores no quiera mus, indicando que está satisfecho con sus cartas y quiere comenzar a jugar. Si se acabasen las cartas y todavía faltaran cartas por dar, se cogen las cartas que hay en la mesa de anteriores descartes, se barajan y se reparten hasta completar los descartes.
Si algún jugador no quiere mus, inmediatamente se corta la ronda de mus y se pasa directamente a jugar, puesto que es necesario que todos los jugadores quieran mus para que haya descartes. Esto ya permite tener una pista sobre si una pareja (suponiendo que no haga un farol) tiene buenas cartas (corta el mus) o no son tan buenas (quiere mus). El primer jugador en hablar es siempre el mano, independientemente de qué jugador corte el mus.
Dependiendo del reglamento de cada campeonato o del lugar donde se juegue, está aceptado que algún jugador corte el mus sin esperar su turno (normalmente para dar a entender que tiene una jugada muy buena), con lo que se pasaría directamente a las apuestas. Algunas veces esta opción solo está disponible con algunas condiciones.
Dependiendo del lugar donde se juegue, se acepta que el primer jugador en hablar de cada pareja, pase a su compañero la opción de mus, indicando «a mi compañero» o «lo que diga mi compañero», en cuyo caso será el compañero, en su turno, el que decida si quiere mus (obligando a su pareja a ir al mus) o si corta el mus. Esta opción de pasar el mus al compañero, no está admitida en todos los lugares. También suele estar admitido, dependiendo de cada reglamento, que el jugador pueda consultar con su compañero antes de decidir si pide mus, pero siempre sin indicar o hacer referencia a las cartas que tiene.
En esta fase son muy importantes las señas que se hagan los miembros de la pareja, ya que con esas señas un jugador puede tomar la decisión de cortar el mus como si tuviera buenas cartas y llevar él la iniciativa en las apuestas engañando a los rivales, pero en realidad es la pareja la que tiene la jugada buena y en cualquier momento puede sorprender con una apuesta inesperada. Igualmente en esta fase es cuando los jugadores andan más pendientes de si la pareja rival hace señas, por lo que es más fácil que nos descubran haciendo una seña.

### Mus corrido
Para dilucidar el jugador que reparte inicialmente en la primera ronda, cualquiera de los cuatro jugadores corta la baraja y muestra la carta inferior del corte. Se mira el palo y corresponde repartir primero al primer jugador de su derecha si sale oros; al segundo si sale copas; al tercero si sale espadas y al mismo que cortó si sale bastos.
En esta primera ronda, se determinará quién es el jugador mano a través del «mus corrido». Una vez repartidas las cartas, el repartidor deja el mazo de cartas sobrantes a su derecha y el jugador de su derecha, si quiere mus, pasa el mazo a su derecha para el siguiente jugador. El resto de jugadores repiten el proceso hasta que el mazo regrese al repartidor o un jugador corte el mus. Si el mazo da una vuelta completa (los cuatro jugadores quieren mus), el mazo queda a la derecha del último que repartió y ahora deberá ser el siguiente el que reparta las cartas de los descartes y se repetirá de nuevo todo el ciclo hasta que un jugador corte el mus. Durante el mus corrido no está permitido realizar ninguna seña ni hacer ninguna consulta al compañero, puesto que el objetivo es determinar qué jugador será «mano» (el primero que corte el mus).
En el momento en que cualquier jugador, al llegarle su turno, decida cortar el mus, se termina ya este modo inicial de repartir y se inicia el juego normalmente, siendo mano el jugador que ha cortado el mus y postre el que está a su izquierda. Una vez que se corte el mus, están permitidas las señas y para las siguientes rondas se juega ya sin mus corrido, repartiendo las cartas en las siguientes rondas el jugador que haya sido mano cada vez.

### Mus visto
Si al repartir las cartas el repartidor descubre alguna carta de algún jugador, será «mus visto», aunque la carta se haya descubierto involuntariamente. El jugador que es mano, tras ver únicamente él sus cartas y sin consultar con nadie, decidirá si hay mus o no. No habrá mus visto si su pareja ya ha visto las cartas. Si la mano decide que hay mus visto, los jugadores que no quieran descartarse de ninguna carta en este caso podrán quedarse «servidos», es decir, cuando se repartan las cartas no se descartarán de ninguna y se quedarán con las cuatro cartas que ya tienen.
También será mus visto si reparte alguien al que no le toca repartir, si se reparte por equivocación alguna carta de más o si el que reparte se olvidó de dar a cortar al jugador de su izquierda después de barajar.
Si algún jugador se queda servido en un mus visto, el mus queda automáticamente cortado y se pasa a la fase de apuestas al terminar de repartir las cartas pendientes, sin que haya posibilidad de nuevos muses.
La opción de decisión del mano en el mus visto no es universal, y en algunas zonas es obligatorio este mus siempre que se descubra una carta. Se suele decir «mus visto, si la mano quiere... y si no, también». Conviene acordarlo antes de empezar la partida. Esta última regla es una adaptación que, según algunos, devalúa el original mus de los vascos, dado que, siendo un juego de honor, el levantarse una carta es un accidente y no busca obtener ninguna ventaja.

### Mus revuelto
Cuando ha habido algún error grave en el reparto de cartas, en este caso se recogen todas y se vuelve a barajar, a cortar y a repartir.

## Lances
Una vez que se corta el mus, se comienza a jugar cada uno de los cuatro lances de los que consta el juego. Estos lances son: grande, chica, pares y juego.
En cada lance, comienza hablando la mano, pudiendo envidar (apostar) o pasar. El envite puede ser con un «envido» (2 piedras, que es la apuesta mínima), o un número concreto de piedras (ej. «envido cinco»), o incluso con un órdago (la partida entera, como se verá más adelante). En el caso de que envide, cualquiera de los jugadores de la otra pareja puede decidir si «quiere» (acepta el envite), «no quiere» (no acepta el envite), o si «envida más» (sube la apuesta). En caso de discrepancia entre los miembros de la pareja rival (cada uno dice una cosa), normalmente prevalece la apuesta más alta, es decir, el «quiero» prevalece sobre el «no quiero» y subir una apuesta prevalece sobre cualquiera de las otras opciones. Si se sube la apuesta, prevalece igualmente la mayor subida o el órdago, que es la apuesta máxima.
En el caso de que un jugador pase, el turno pasa al siguiente jugador, que puede envidar o pasar. En el caso de que todos los jugadores pasen en un lance, este queda en «paso» hasta el final de la mano, momento en el que se hará el recuento de los tantos. Si una pareja acepta un envite (o una subida), esta apuesta queda también para el recuento al final de la mano. Si una pareja no acepta un envite (o una subida), entonces ese lance se da por ganado a la pareja que ha hecho el último envite, cobrándose los tantos que le correspondan por haber sido rechazada su apuesta.
Este proceso se repite con los cuatro lances. Una vez terminados los cuatro lances, todos los jugadores muestran sus cartas y se realiza el tanteo. En caso de empate en un lance, gana el jugador que sea mano o que esté más próximo al mano en el orden de juego.
Hay que tener en cuenta que, con independencia de cuál haya sido el jugador de la pareja que ha realizado o aceptado la apuesta, la pareja ganadora de cada lance es la del jugador que tenga las mejores cartas en ese lance, incluso aunque ese jugador haya pasado o no haya querido la apuesta (la ha aceptado su pareja por los dos), por lo que en el mus se juega siempre con las cartas propias y con las del compañero. De ahí la importancia de las señas en el mus.

### Grande
La primera apuesta es a grande, es decir, a ver qué pareja tiene la(s) carta(s) de mayor valor. Las cartas de mayor valor son los reyes, seguidos de los caballos y luego de las sotas. Para saber quién tiene la mejor jugada se cuentan los reyes que cada uno tiene (en la modalidad de 8 reyes, los treses cuentan como reyes). Si hay empate se cuentan los caballos; luego las sotas; etc. Gana la pareja del jugador que tiene la(s) carta(s) más alta(s).

### Chica
Se continúa apostando a chica, es decir, a ver qué jugador tiene la(s) carta(s) de menor valor. Las cartas más bajas son los ases (en la modalidad de ocho ases, los doses cuentan como ases). Para saber quién tiene la mejor jugada se cuentan los ases que cada uno tiene; si empatan a ases, se cuentan los doses o treses (salvo en la modalidad de ocho reyes y ocho ases) y luego los cuatros, etc. Gana la pareja del jugador que tiene la(s) carta(s) más baja(s).

### Pares
En este lance, al igual que para el de juego, antes de comenzar con los envites hay que saber que jugadores tienen pares (dos o más cartas iguales). El primer jugador dirá «pares sí» (si tiene al menos dos cartas iguales) o «pares no» (todas las cartas son diferentes), y el resto de los jugadores por orden dirán únicamente «sí» o «no» para indicar si tienen pares o no. Si ningún jugador tiene pares o únicamente un jugador o pareja tiene pares, no hay envites, ya que la pareja contraria no tiene cartas para poder jugar este lance, por lo que se pasa directamente al siguiente lance.
Los mejores pares son los duples (tener dos pares o cuatro cartas iguales), le siguen las medias (tres cartas iguales y una distinta) y, por último, los pares (dos cartas iguales y otras dos diferentes sin hacer pareja). Si se empata a pares, se tiene en cuenta el valor de las cartas que forman pares, ganando las cartas más altas. Lo de más valor en este caso es la pareja de reyes, después la de caballos, luego sotas, etc. En el caso de los duples, hay que tener en cuenta que se consideran como dos parejas incluso en el caso de que se tengan las cuatro cartas iguales, por lo que gana aquel duples que tenga su primera pareja de valor más alto y en caso de empate el que tenga la segunda pareja más alta; ejemplo: duples de reyes-ases ganan a duples de caballos-caballos y ambos ganan a duples de caballos-sotas (la pareja más alta es la de reyes, seguida de caballos y luego de sotas). Las cartas no emparejadas no tienen ningún valor para este lance.

### Juego
El último lance es el del juego. Para saber si un jugador tiene juego hay que sumar el valor de las cartas. Todas las figuras (incluidos los treses si juegan como reyes) valen diez, los ases valen uno (incluidos los doses si juegan como ases) y las demás cartas su valor numérico. Como en el lance de pares, se empieza diciendo en voz alta de uno en uno y por orden si se tiene o no juego (es decir, si la suma del valor de las cuatro cartas es 31 puntos o más). El primer jugador dirá «juego sí» o «juego no» para indicar que se trata del lance de juego y si tiene o no juego; el resto de jugadores dirán por orden únicamente «sí» o «no». Si ningún jugador tiene juego, entonces se apuesta al punto, es decir, a ver que jugador tiene más puntos con sus cartas. Si algún jugador tiene juego y ningún miembro de la pareja rival tiene juego, no hay envites al no tener la pareja rival cartas para poder jugar este lance, dando por ganado el lance a la pareja con juego.
Si al final hay envites en el lance de juego, gana el jugador que tenga mejor juego. El mejor juego es 31 (también llamado «la una»), seguido de 32, después es 40, 37, 36, 35, 34 y 33, que es el peor juego. Si se apuesta al punto, gana el que más se acerque a 31, es decir 30 es el mejor punto, luego 29, y así hasta 4, que es el peor punto posible.

#### La real
En ciertas zonas se usa una singularidad para contrarrestar la ventaja del mano en el lance de juego: la «31 real» o «séptima real», más conocida como la «real», formada por tres sietes y una figura, ganará a cualquier juego, aunque la pareja contrincante se encuentre en posición de mano. Esta jugada no tiene validez universal (depende de la región donde se juegue o del reglamento del campeonato), ni siempre se acepta su composición con cualquier figura sino que existen distintas variantes: con cualquier figura real (sota, caballo o rey, pero excluidos los treses), solo con la figura del caballo, o solo con la sota, solo con cartas de distinto palo o solo con la sota de oros y tres sietes de distinto palo, etc. De todas las combinaciones posibles, la mayormente aceptada como «31 real» es la de tres sietes de cualquier palo con la sota de oros.

## Envites
El desarrollo del mus se realiza con envites, que son apuestas con las que se intenta engañar a la pareja adversaria y conseguir más tantos (también llamados piedras); por cada cinco piedras se consigue un amarraco. Cada jugador, al hablar, tiene la oportunidad de pasar o bien de apostar algo con su jugada. A esto se le llama envidar. El envite puede ser por el mínimo, que es de dos tantos (el jugador dice «envido»), o puede ser por cualquier cantidad de tantos (el jugador dice el número de tantos que apuesta: «cinco» o «envido cinco»). Cuando un jugador envida, cualquier jugador de la otra pareja puede «querer», «no querer», o «envidar más». Para subir la apuesta puede decir «envido más» o simplemente «envido» (suma dos tantos a la anterior apuesta), o decir cuántos tantos suma (por ejemplo «tres más»), o decir el número de tantos que apuesta en total, que deberá ser mayor que la apuesta anterior (por ejemplo, «hasta veinte»). Si un jugador sube la apuesta, los jugadores de la pareja del envite anterior deben decidir por su parte qué hacer («querer», «no querer» o «envidar más»).
En el caso de que algún jugador no tenga pares o juego, ese jugador no puede participar en los envites que se hagan en el lance para el que no dispone de cartas (pares, juego o ambos), pero puede ser consultado por su compañero.
Si un jugador envida y ningún contrincante la acepta o la sube, ese jugador gana el lance y obtiene un tanto en concepto de deje o porque no, que cogerá en ese momento. Si un jugador sube la apuesta y la pareja rival no acepta, gana el lance y obtiene los tantos que la pareja contrincante apostó anteriormente. Ejemplo: «envido» (dos tantos); «tres más» (suman cinco tantos); «envido más» (ya van siete tantos); «no quiero» (rechaza el último envite de siete tantos); el jugador que hizo el último envite gana el lance y se lleva los tantos de la última apuesta que él subió (cinco tantos), que cogerá en ese momento. Si se acepta un envite se pasa al siguiente lance y al final de la mano se comprueba quién ha ganado cada lance y se cobran las apuestas pendientes.

### Órdago
El órdago es un envite en el que se apuesta el juego completo, y si se acepta, el jugador que gane ese lance ganaría el juego sin importar los tantos que haya habido hasta el momento.
El órdago puede ser lanzado por cualquier jugador y en cualquier lance, ya sea en sustitución del envite (órdago directo) o como respuesta a un envite o una subida de la pareja contrincante. En caso de que la pareja adversaria rechace el órdago, se actuaría como si rechazase un envite y se cogerían los tantos correspondientes.
Si una pareja acepta un órdago en cualquier lance, inmediatamente se interrumpe el juego y todos los jugadores muestran sus cartas, ganando el jugador que tenga las mejores cartas para ese lance, o en caso de empate el que sea mano o esté más cerca del mano.
Téngase en cuenta que el órdago puede ganarlo cualquiera de los jugadores que están en la mesa, con independencia del jugador que haya hecho el órdago. Si un jugador con malas cartas lanza un órdago (por ejemplo, porque ha recibido señas de su pareja) y el lance lo gana su compañero, la victoria será para esa pareja.
También hay que tener en cuenta que, aunque un jugador se apueste todos los tantos (40 o 30 según el lugar), esto no equivale a un órdago, porque este envite quedaría para el final de la mano para el momento en el que se haga el tanteo, mientras que en el órdago se muestran las cartas y se decide el ganador al momento.

## Tanteo
Una vez que se acaben de realizar los envites a los cuatro lances, y en caso de que el juego no se haya terminado antes por un órdago o por haber llegado una pareja a los 40 (o 30) tantos, se procede a la fase de puntuación o tanteo de los envites pendientes, así como los premios adicionales que pueden tener algunas jugadas.
La pareja que renuncia a un envite, no aceptándolo, pierde todo derecho al cobro de la jugada a que corresponda, aun cuando al mostrar las cartas, al final del juego parcial, se viera que tenía mejor jugada. En cualquiera de las jugadas, ganan las cartas del compañero que las tenga mejores, aun cuando el que hubiera envidado o dado el órdago fuera su compañero con cartas peores que las del jugador contrario que aceptó.
En caso de empate en algún lance, gana el jugador mano o más próximo al mano según el orden de juego.

### Tantos de grande y chica
Estas dos jugadas se puntúan del mismo modo: si nadie ha envidado a grande (o a chica), es decir, se ha dejado «en paso», en el tanteo, el jugador que tenga mejor jugada a grande (o a chica) se llevará un tanto. Si, en cambio, existe algún envite aceptado a estos lances, se comprueba quién lleva la mejor jugada y ese es quien se apunta los tantos que hubiera envidados. Si alguna pareja ha rechazado algún envite, entonces la otra pareja ya habrá cogido los tantos correspondientes por haber ganado el envite.

### Tantos de pares y juego
Si existe algún envite aceptado, se comprueba quién lleva la mejor jugada y es quien se apunta los tantos que hubiera envidados, llevándose además los tantos que le correspondan a él y a su compañero según las cartas que tengan cada uno. En estos casos no hay tanto «de paso». Si no se ha envidado, solo se contabiliza el valor de los pares o el juego de la pareja que ha ganado, es decir, del jugador que tiene la mejor jugada y de su compañero. Si alguna pareja ha rechazado algún envite, entonces la otra pareja ya habrá cogido los tantos correspondientes por haber ganado el envite, pero al llegar al tanteo final se cogerá también los que les correspondan al haber ganado el lance, según las cartas que tengan cada uno de los dos.
Además de los tantos que les correspondan por los envites, cada uno de los miembros de la pareja ganadora se lleva los siguientes puntos:
- En pares, cada jugador se llevará un tanto adicional por los pares, dos tantos por las medias y tres por los duples. Si un jugador no tiene pares no se llevará ningún tanto.
- En juego, cada jugador se llevará tres tantos si tiene 31 o dos tantos por tener otro juego.

#### Tantos de punto
En caso de que ningún jugador tenga juego y se haya tenido que jugar al punto, si existe algún envite aceptado, se comprueba quién lleva la mejor jugada y es quien se apunta los tantos que hubiera envidados. Además, la pareja que haya ganado el lance tiene una bonificación de un solo tanto adicional de punto (no es uno por cada jugador). Es importante recalcar que este tanto de punto se debe contabilizar en último lugar, después del resto de tanteos de los otros lances, a pesar de que en muchos casos se suele hacer directamente en la fase de envites, cuando el envite es rechazado, diciendo «punto y miedo» y cogiendo dos tantos (uno por rechazar el envite y otro por ganar al punto), pero esto solo será válido si el juego no se termina antes con los tanteos de los otros lances.

### Procedimiento de tanteo
Para llevar el tanteo, se utilizan tantos y amarracos (5 tantos cada amarraco), que se sitúan en el centro de la mesa y se van cogiendo a medida que se vayan ganando. Un componente de cada pareja será el encargado de contabilizar los tantos ganados. Este se queda con los tantos, que tienen un valor de un punto, y cuando el número de tantos sea de cinco, los deja en el centro y entrega los amarracos a su compañero, siendo el valor de estos de cinco puntos cada uno. Es decir, si una pareja tiene ocho puntos, un jugador tendrá un amarraco (con valor de cinco puntos) y su compañero tres tantos. Cuando a una pareja le falte un amarraco para ganar el juego (cinco tantos o menos), echará todos los amarracos en el centro y dirá «dentro». Esto tiene por objeto advertir a los jugadores contrarios que se está a punto de ganar el juego completo.
La fase de tanteo al final de cada mano se debe realizar en el mismo orden en que se juegan los lances, es decir, primero se revisan todos los puntos pendientes de grande, luego los de chica, luego los de pares y, por último, los de juego o punto. Este orden es muy importante, porque de él puede depender la pareja que gana un juego, que será la primera en llegar a los 40 (o 30) tantos.
El jugador que hubiese olvidado llevarse algún tanto, pierde el derecho a hacerlo en el momento que se corta la baraja para distribuir las cartas del siguiente juego parcial.

## Indicaciones o señas

Jugador indicando a su compañero que tiene duples.

En el mus no se permite decir ni enseñar al compañero las cartas que se tienen (algunos reglamentos permiten enseñar alguna carta, siempre que se muestre a todos los jugadores). No obstante, los compañeros podrán entenderse por medio de señas, ya que el interés está en ocultar a sus contrarios la jugada real que se tiene, ayudándose recíprocamente durante el juego.
Solo están admitidas las señas recogidas en los reglamentos o admitidas en las costumbres locales de cada zona, pero estas señas difieren de un lugar a otro, por lo que es necesario ponerse de acuerdo antes de comenzar a jugar, especialmente si se juega en un lugar distinto del habitual. En el caso de campeonatos, los reglamentos recogen las señas permitidas en cada campeonato, estando totalmente prohibida cualquier seña distinta.

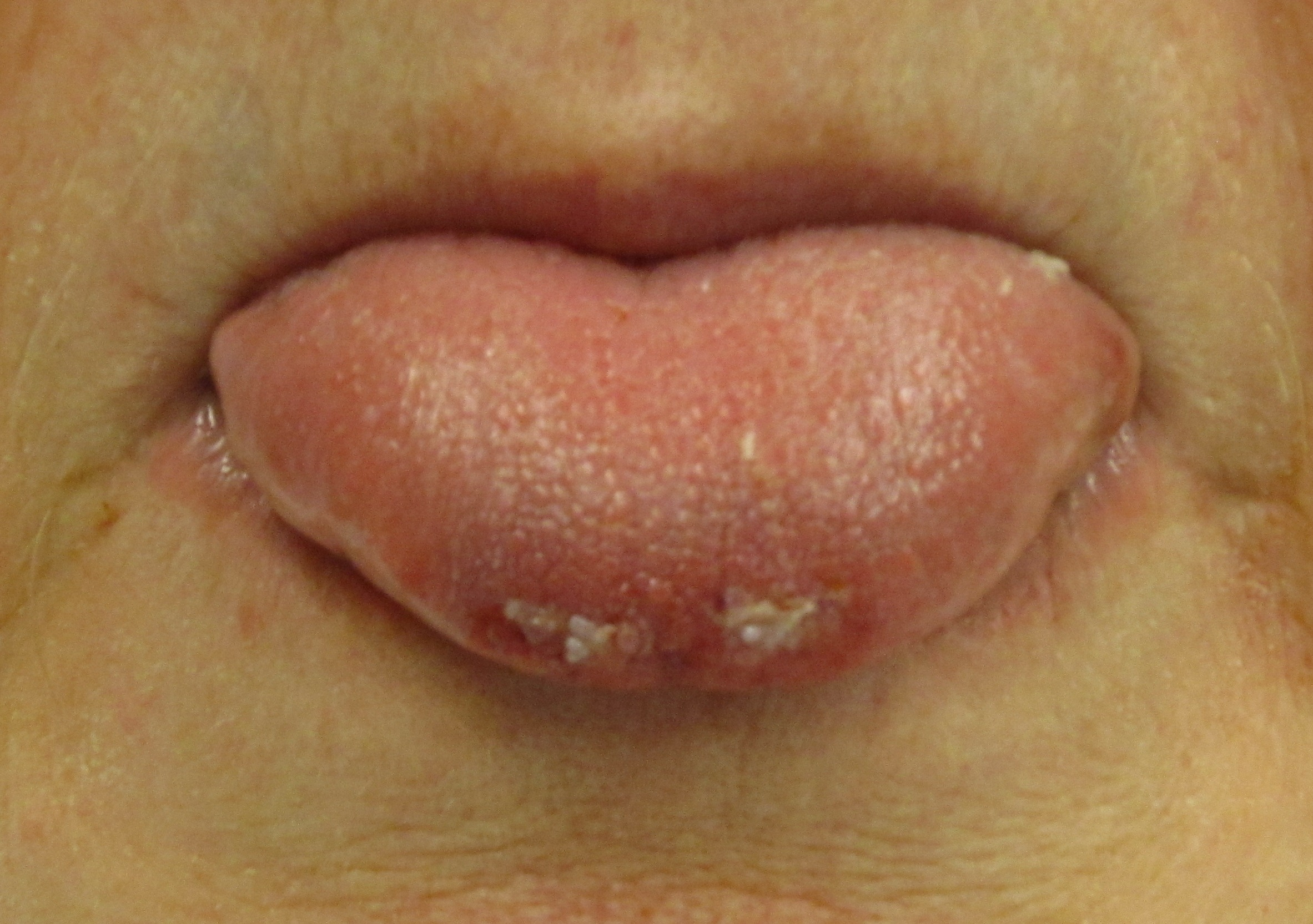
Jugador indicando a su compañero que tiene dos ases, de manera demasiado aparente.

No está permitido pasar señas falsas o de jugadas que no se tienen. Tradicionalmente, no está permitido mentir en el caso de que la pareja contraria pregunte sobre una seña. Por ejemplo, en caso de duda de un jugador sobre si el gesto que ha hecho el adversario era una seña, puede preguntarle «¿Ha sido una seña?» o «¿Le has guiñado el ojo?»; el jugador contrario está obligado a responder sin mentir. Sin embargo, en la mayoría de reglamentos con los que se disputan los torneos, esta norma es justo al revés: si un jugador cree haber visto una seña y pregunta, el contrario no está obligado a responder.
En el caso de que durante el juego o en el recuento de tantos se compruebe que un jugador haya pasado alguna seña falsa o no autorizada, será sancionado con la pérdida del juego completo (equivalente a perder un órdago).

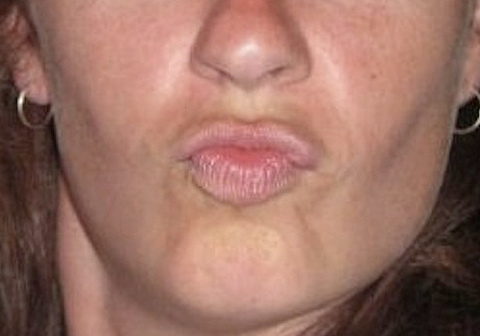
Jugadora indicando a su compañero que tiene tres reyes y un as (solomillo).

Jugador indicando a su compañero que no tiene ni pares ni juego, el «ciego».

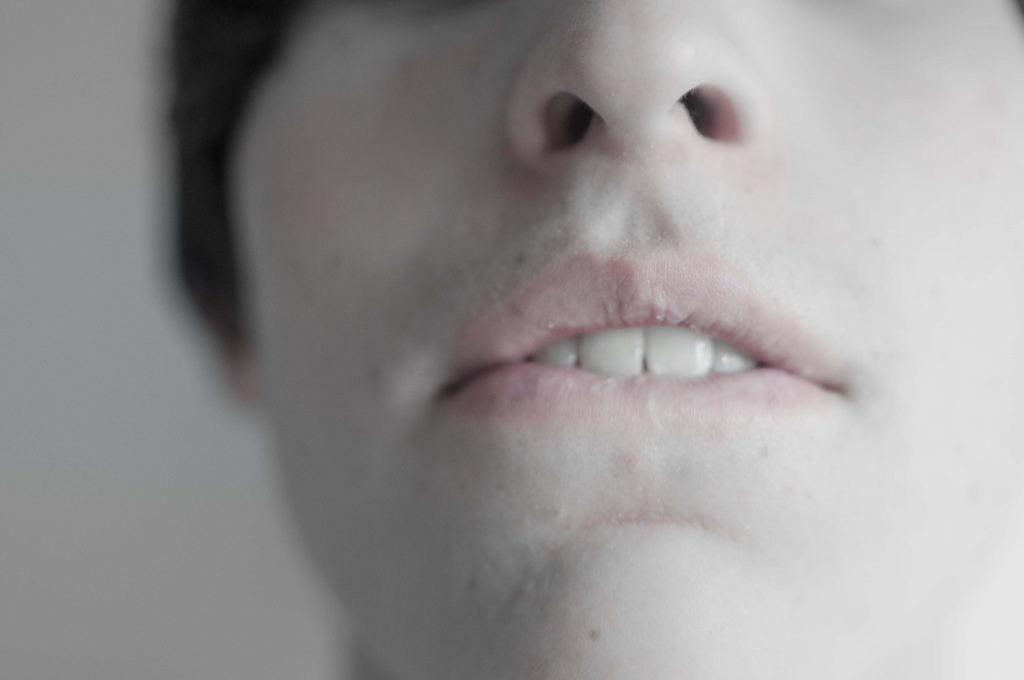
Jugador mordiéndose el labio inferior, indicando a su compañero que tiene dos reyes.

Tradicionalmente, las señas más habituales son:
- Dos reyes: morderse el labio inferior.
- Tres reyes: morderse de manera lateral el labio inferior.
- Dos ases: sacar la lengua por el centro.
- Tres ases: sacar la lengua por un lateral de la boca.
- Medias (tres cartas iguales): torcer la boca hacia un lado.
- Duples (dos pares): levantar las cejas.
- Treinta y una (31 puntos): guiñar el ojo.
- Tres reyes y un as (solomillo): dar un beso al aire.
- Treinta al punto (30 puntos): levantar los hombros.
- 29 al punto (29 puntos): levantar el hombro izquierdo.
- Ciego (no llevar ni pares ni juego): cerrar los ojos.

Sin embargo, en los reglamentos de torneos suele haber algunas variaciones de estas señas, como que la seña de beso pase a significar tener juego (excepto 31) o que tres reyes sea la misma seña que medias (mover la boca a un lado). Por tanto, hay que tener en cuenta que no todas estas señas son admitidas en todos los lugares y que puede haber algunas otras, por lo que conviene siempre acordar este aspecto antes de la partida con la pareja contraria, al igual que el resto de posibles normas no universales, sobre todo cuando se juega fuera de la zona habitual.

## Frases y expresiones del mus
Existen multitud de frases y expresiones que son únicas para el juego el mus, otras que pueden dar lugar a malentendidos. A continuación veremos algunas de ellas:

### Vocablos del mus[12]
- Amarraco: una piedra que por su posición en la mesa representa cinco piedras. Tiene esta palabra un cierto matiz vasco, debido al sufijo «-aco» que le vemos en palabras tales como «marmitaco», y que en el resto de España es prácticamente desconocido. Procede del verbo «amarrar», y este, según el Diccionario etimológico de Joan Corominas, del francés amarrer.
- Baraja: elemento indispensable para jugar al mus. Para jugar al mus se utiliza la de 40 cartas o naipes siendo los treses reyes y los doses ases
- Barbas: mombre que se da a los reyes.
- Bocarrana: es el cinco de bastos. Se dice que quien lo tiene no gana.
- Chica: segundo lance del juego del mus. Llevará ventaja aquel jugador que este en posesión de las cartas de menor valor. También se denomina pequeña o menor.
- Ciega: no llevar nada
- Deje: es la piedra que se lleva una pareja cuando los contrarios no aceptan un envite inicial.
- Envido: procede del latín invito, que significa «invitar». su evolución no tiene nada reseñable. Únicamente cabe destacar la sonorización de la «t» que pasa a «d», y intercambio de la «e» por la «i». Este fenómeno lingüístico se llama disimilación. El jugador que envida pone en juego dos piedras con sus oponentes.
- Grande: primer lance en el juego del mus.
- Juego: cuarto lance del juego del mus. Se consigue sumando el valor de las cuatro cartas y obteniendo una suma superior a 30. También se refiere a cada una de las partes con la que se divide una vaca.
- La buena: la partida con la que se deshace el empate entre dos parejas que cada una ganó una partida.
- Mano: dícese del jugador que está a la derecha del jugador que reparte las cartas. Es el que empieza el juego y gana las jugadas en caso de empate.
- Mus negro: también conocido como «corrida». Consiste en darse mus a pesar de tener una jugada buena, esperando que sea cortado por la pareja contraria y poder ganar así más tantos al revocar puesto que se supone que no se lo esperan al no haberlo cortado. Evidentemente, tiene el riesgo de que no se corte el mus y perder así la jugada, por lo que debe sopesarse bien su utilización.
- Mus visto: expresión usada cuando el jugador que reparte voltea involuntariamente una o varias cartas a la vista.
- No juego: expresión que denota que en la cuarta fase del mus no se ha conseguido sumar más de 30 tantos.
- Órdago: la frase preferida por un muslari, sobre todo cuando lo gana. Quiere decir que se apuestan todas las piedras o amarracos de una sola vez, con lo cual se gana o se pierde el juego completo de ocho amarracos. Las cartas se verán en ese mismo momento al objeto de evaluar quién ganó.
- Par: grupo formado por dos cartas de igual valor. En la jerarquía de valores de pares estos pierden con las medias y duples.
- Pares: tercer lance en juego del mus. Se consiguen cuando se disponen de dos o más cartas iguales. Estos se pueden clasificar en pares simples, medias y duples.
- Partida: es el conjunto de juegos según se convenga cuando se comienza a jugar.
- Paso: se pronuncia cuando no se quiere envidar o no se quiere aceptar un envite.
- Pequeña: segundo lance del juego del mus. Llevará ventaja aquel jugador que este en posesión de las cartas de menor valor. También se denomina chica o menor.
- Piedra: cualquier objeto que sirva para marcar los tantos.
- Primeras dadas: las primeras cartas de un juego parcial, sin ningún descarte. Hay numerosas suposiciones y supersticiones sobre esas cartas y el juego con ellas.
- Punto: cuarto lance del juego del mus, cuando nadie tiene juego. También recibe este nombre a los jugadores de mus.
- Quiero: indica que se acepta la apuesta ofrecida por otro u otros.
- Remar: cuando los contrarios llevan muchas y vosotros pocas y comenzáis a remontar («hay que sacar los remos del Titanic», es una variante bastante «gráfica» para cuando hay mucho que remontar).
- Robar: ganar una jugada con malas cartas, por pusilanimidad del contrario.
- Salirse: llegar a 30 o 40 de tanteo.
- Todas: órdago.

### Algunas jugadas con nombre propio
Hay algunos duples que tienen un nombre específico:
- Duples gallegos: son aquellos formados por dos ases y dos reyes (RRAA).
- Duples castellanos: son aquellos compuestos por dos reyes y dos caballos (RRCC). En algunas regiones, a esta jugada también se la denomina como duples nacionales, polacos, alemanes o imperiales.
- Jacobiana o duples andaluces: jugada de duples compuesta por dos reyes y dos sotas (RRSS).
- Tembleque: jugada de duples compuesta por dos reyes y dos cincos (RR55).
- La Romperredes: jugada de duples compuesta por dos reyes y dos seises (RR66).

Otras jugadas con nombre propio son:

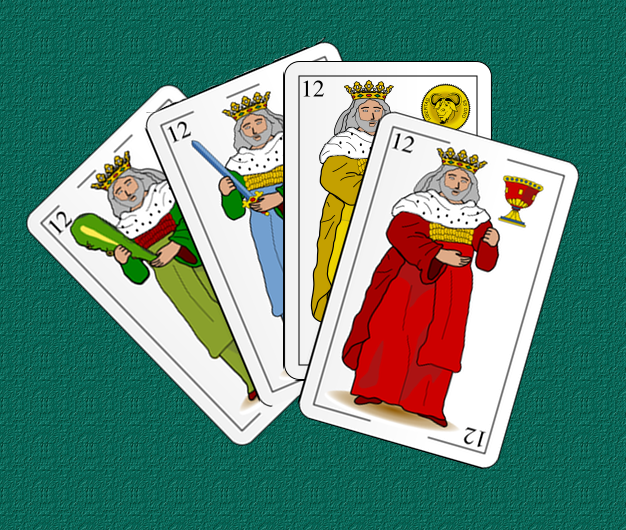
Cuatro reyes.

- Barco o piara: cuatro reyes (RRRR). Es la mejor jugada a grandes y a pares.

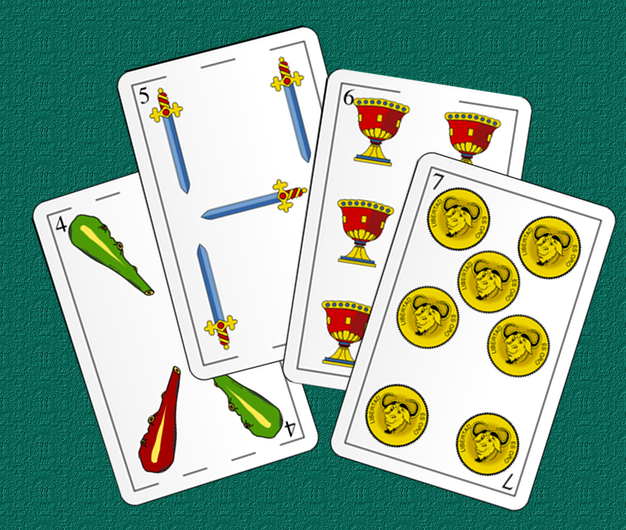
Perete, o cuatro, cinco, seis y siete.

- La jugada del tío Pedrete o tío Perete, perete, tanganete, cagalete o peterete: se consigue si un jugador tiene un 4, un 5, un 6 y un 7 de cualquier palo. Al ser, con diferencia, la peor jugada que se puede obtener, el jugador con esta mano dice «perete», recibe una chica y se descarta de las cuatro cartas, recibiendo otra mano. Esta jugada no está admitida en todos los sitios.

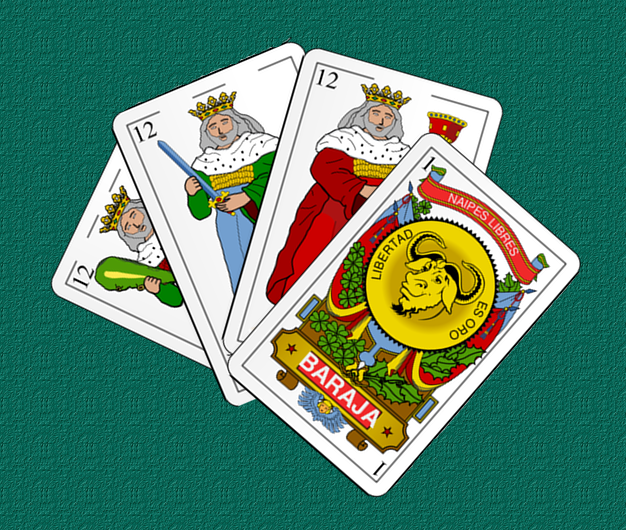
Una buena jugada al mus muy clásica: el solomillo, trío de reyes para la grande y los pares y 31 para el juego.

- Solomillo o la bonita: jugada de 31 para juego, compuesta por tres reyes y un as (RRRA).

- Besugo: jugada compuesta por tres ases y un rey. Algunas variantes admiten la seña para esta jugada, que consiste en poner boca de pez para informar de esta jugada, inversa al solomillo (AAAR). De esta forma, se advierte a la pareja de que se tiene un rey y una buena jugada a chica.

- Mus negro o corrida: consiste en darse mus a pesar de tener una jugada buena, esperando que sea cortado por la pareja contraria y poder ganar así más tantos al revocar, puesto que se supone que no se lo esperan al no haberlo cortado. Evidentemente, tiene el riesgo de que no se corte el mus y se pierda así la jugada, por lo que debe sopesarse bien su utilización.
- Equidistante, para todo y para nada, ni para reír ni para llorar, la del tonto, la ansiosa o la del tío Paco: rey, caballo, as y cuatro, jugada para grande con rey y caballo y jugada para chica con as y cuatro. Como se puede comprobar, hay jugada para grande y chica, pero ninguna de las dos es buena, lo que en ocasiones se expresa como «dos a grande, dos a chica y pierdes cuatro».
- Jugada del sastre: se dice cuando se tienen tres cuatros.
- Las de Madrid: cuando al lance de juego se tienen 37.
- «37 nunca pierde»: llevando 37 al juego se ve el envite, pensando que el rival va de farol.
- Toribio: dos ases.
- El Banco Bilbao: jugada de tres o cuatro caballos.
- La jugada ladrona o la de Benito: rey, caballo y dos ases.
- Escopeta y perro: un rey y un caballo.
- Escopeta, perro y gato: rey, caballo y sota.
- Juego de tacón o llevar la tuerta: treinta y una.
- El vitor: tres caballos y una sota.
- Bocarrana: el cinco de bastos. Se dice que quien lo tiene no gana.
- Cordobeses: tres sotas y un as, buena jugada en pares y en juego, cuya seña es llevarse el dedo índice a la barbilla, debajo del labio inferior.
- Juego jesusiano: tienes 31 con sota, caballo, siete y cuatro; o, en su defecto, sota, caballo, cinco y seis.

## Torneos y campeonatos
Los torneos, ligas y maratones de mus están muy extendidos en toda España. Existen campeonatos donde el sistema de competición es el de liga de todos contra todos, organizados normalmente por peñas, asociaciones y clubes de mus. 
También son típicos los torneos de uno o varios días a un número determinado de ceros (partidas perdidas). Se suelen jugar en diferentes bares o incluso en casinos.
Además, la Asociación Española de Mus realiza anualmente el Máster Internacional de Mus en alguna ciudad española, normalmente a final de año en noviembre, con los campeones de diversos torneos a lo largo de toda la geografía nacional e internacional de ese mismo año.

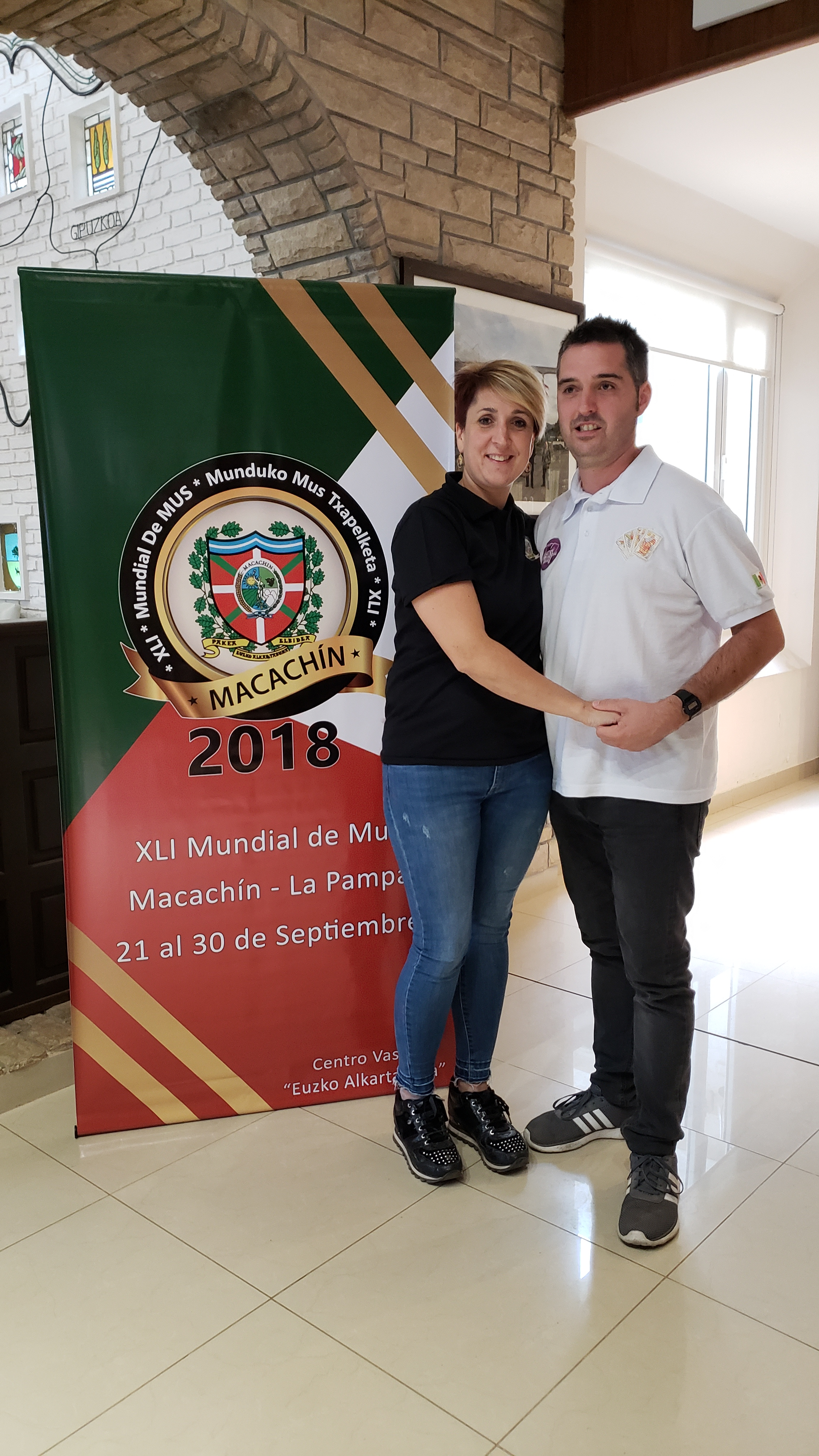
Jaione Otxandorena y Timoteo Echeverría, pareja de Navarra ganadora de la edición 2018 en Macachín.

Año tras año se realizan competiciones de alto nivel a escala mundial en diferentes países. El Campeonato Mundial de Mus de 2018 se celebró entre el 21 y el 30 de septiembre en la localidad de Macachín, La Pampa, Argentina, lugar que posee uno de los centros vascos más importantes del país. Allí, se hicieron presentes doce delegaciones de todo el mundo, a detallar: Navarra, Francia, Estados Unidos, Perú, Venezuela, España, México, Chile, Canadá, Euskadi, Uruguay, y Argentina, resultando la pareja de Navarra como ganadora del torneo y poseedora del título mundial de mus más importante hasta la celebración de la edición 2019 en la ciudad de Hendaya, Francia. El 45º Campeonato Mundial de Mus de Colectividades Vascas 2024 se celebrará en Cuzco, Perú.

## Reglamentos regionales
A día de hoy, por desgracia, no existe un reglamento técnico que unifique las normas más importantes por las que se debe regir este juego en todo el territorio musístico, aunque algunas personas han realizado intentos con mayor o menor éxito. El problema es que entre las zonas donde se practica el mus, existen variaciones que, aunque apenas alteran significativamente la esencia del juego en la parte técnica, alteran sobremanera la forma de actuar y tomar decisiones en los lances.
A falta de un ente u organismo que regule en todo el territorio estas reglas o normas, podemos atenernos, según zonas, a varios reglamentos más o menos serios que en la actualidad existen.
Vamos a enumerar algunos de los más conocidos hasta el momento y las diferencias que existen entre ellos (por orden alfabético de la comunidad autónoma):

### Aragón
Extracto del reglamento de AAAMUS, la asociación amigos del mus de Aragón:
- Se juega con 8 reyes y 8 ases.
- No vale la Real.
- Apostar ¡todas! no equivale órdago.
- Se puede hablar y mentir, pero no se puede pasar una seña falsa.
- Si involuntariamente el repartidor descubre una carta, habrá "mus visto si la mano quiere".

### Asturias
Estos son los principales puntos en los que el reglamento de la Federación Asturiana de Mus difiere con respecto a los de otras zonas:
- Se juega con 8 reyes y 8 ases.
- Si se descubre una carta al repartir, se recogen todas las cartas y se vuelve a barajar y repartir.
- Las señas de pares y juego solo pueden pasarse en su lance, pero no mientras se están jugando los lances anteriores.
- Las palabras cruzadas entre los compañeros para dar o quitar el mus deben limitarse a palabras firmes: «mus», «quita», «envida», «mete órdago», «llegó a mí» y «¿qué digo?». Está totalmente prohibido preguntar teniendo jugada de medias, duples o 31. La penalización es la anulación de toda su jugada.
- No puede decirse más que con jugada firme la frase «yo juego solo», es decir, con medias, duples o 31, que aunque no son siempre jugadas para salirse (por tenerla superior el contrario), son por lo general definitivas a falta de cuatro o cinco tantos.
- Los envites de más de 40 tantos son equivalentes a un envite de dos piedras ordinario. Así, si un jugador envida 41 o más piedras, es equivalente a decir «envido». Si en el juego hubiese un número determinado de piedras ya envidadas, la suma total puede superar 40 chicos, siempre y cuando se haya realizado tras la suma de diferentes cantidades menores o iguales a 40 chicos. Si hay envites correctos y se envida más, con una cantidad incorrecta, equivale a envidar dos piedras más.
- Para realizar un «quiero» no se puede indicar al compañero frases como: «con rey caballo quiere», etc. Solamente está autorizado preguntar «¿qué llevas a grande?» o «¿qué llevas a chica?», es decir, preguntas firmes y concretas de la jugada de la que se trata.
- Solo se pueden cantar las cartas para la aceptación o no de envites y si se cantan habrá de hacerse dándoles el máximo valor de la jugada de la que se trate, es decir: si es de grande se ha de empezar por los reyes, luego los caballos, las sotas, etc. Está prohibido omitir el cantar una carta que tenga el mismo valor que la última cantada (ejemplo: decir «rey-caballo» teniendo dos o más caballos). Lo mismo ocurre al cantar las cartas de menor a mayor.
- Con duples se puede cantar dos cartas, aclarando si es para grande o chica.
- En la jugada de grande, al cantar las cartas de mayor a menor pueden decirse tres, aunque la cuarta sea la que haga 31.
- Cuando una pareja haya aceptado envites, si en una jugada posterior se echara órdago, está prohibido preguntar si los tantos envidados se ganan o se pierden, pues de su contestación puede depender que se quiera o no el órdago.
- Un jugador con jugada máxima (cuatro reyes, cuatro ases, 31 con tres reyes o 30 al no juego) y que es mano no puede decir «a mí no me dicen» o «yo no quiero» con el objeto de que revoque su compañero y, de esta forma, engañar al contrario. De cometer esta falta, se anula la jugada completa.
- La 31 real, compuesta por tres sietes y una sota, gana la jugada de juego en cualquier posición en que se encuentre el que la posea, que no puede mandar pasar a su compañero.
- Está prohibido terminantemente que un jugador que es mano y lleva 31, ordene a su compañero sin contrario posterior que lo tenga que pase al juego. De darse esta circunstancia la jugada de juego en que se cometió la falta queda anulada, apuntándose la pareja oponente el valor de su juego sin negada. Cuando los cuatro jugadores tuvieran juego, sí puede hacerse (jugando con la real), teniendo en cuenta que uno de los jugadores oponentes tenga pares (pues sin pares es imposible tener la real).
- Cuando se esté hablando del juego o punto, está prohibido hablar o pasar señas de jugadas anteriores.
- Cuando el jugador mano tiene 30 y el resto no tiene juego, está prohibido mandar a su compañero que pase al no juego, pues no hay jugada que la supere. La penalización es la anulación de toda su jugada.
- Las reglas asturianas tienen una particularidad, con la seña de dos ases, que consiste en arrugar la nariz.

### Cantabria
Extracto del reglamento de la Asociación Amigos del Mus de Cantabria:
- Se juega con ocho reyes y ocho ases.
- Los juegos son a 40 tantos.
- Si al repartir se descubre una carta, habrá mus visto si la mano quiere.
- Se puede decir «mus», «no hay mus», «corto», «hasta allí»... En general se puede decir cualquier cosa mientras se haga ver con claridad lo que se desea.
- La real se acepta tres sietes y sota de cualquier palo.
- En mus corrido solo es posible cortar con pares y juego.
- No está permitido hacer señas mientras un jugador está repartiendo.
- El que reparte está obligado a dar a cortar al jugador de su izquierda, si no lo hace es mus visto.

### Castilla-La Mancha
Extracto de los puntos más importantes del reglamento de juego de la Federación Castellano Manchega de Mus:
- Se puede mentir siempre, a excepción de la hora de cantar pares o juego.
- Se puede consultar y declarar al compañero cualquier jugada de ellos mismos, anterior o posterior a la del lance que está en juego, además de lo expresado en cualquier lance por sus contrarios.
- Los naipes pueden ser cantados en los lances de grande y chica, total o parcialmente, aunque los naipes no declarados puedan hacer cualquier clase de jugada. Cantados de mayor a menor, en el lance de grande, y de menor a mayor, en el lance de chica.
- En el lance de pares se pueden preguntar y declarar los pares que se tienen y, también, el naipe o naipes restantes.
- En el lance de juego se puede declarar el juego que se tiene y los naipes que lo componen.

### Cataluña
- Ocho reyes y ocho ases.
- No vale mentir, ni antes ni después del corte.
- Vale la 31 real con cualquier figura y/o tres.
- No se juega con deje (ni en pares ni en juego).

### Comunidad de Madrid
Extracto del reglamento de la Asocación Madrileña de Mus, utilizado habitualmente en Madrid y provincias limítrofes:
- Se permite el juego de boquilla, por tanto la boca no hace juego (se puede mentir).
- Un jugador puede aceptar cualquier envite del más diverso número de tantos, aunque sea postre y lleve la jugada mínima (dos ases a pares o treinta y tres a juego).
- Se puede hablar tanto de jugada anterior como posterior. Además, todo lo que se diga no tiene por qué ser verdad.
- Se juega con deje en los pares, juego y punto (tanto adicional que se apunta cuando una pareja se retira de un envite previo).
- Las cartas las barajará el jugador anterior al que le corresponda dar, el cual deberá volver a barajarlas y presentarlas al corte, que no será inferior a tres cartas (es decir hay doble barajeo).
- No hay mus visto, si se descubre una carta se recogen todas y se vuelve a repartir.
- No es válida La Real.

### Galicia
Este es un extracto del reglamento de la Federación Gallega de Mus:
- Se permite el juego de boquilla hasta que se corte el mus. Luego no se puede mentir.
- Un jugador puede aceptar cualquier envite del más diverso número de tantos, aunque sea postre y lleve la jugada mínima (dos ases a pares o treinta y tres a juego). Los tantos aceptados serán apuntados por la pareja que los gane.
- Se puede hablar de cualquier lance, anterior o posterior, eso sí, diciendo siempre la verdad de lo que se tiene.
- Los naipes solo podrán ser cantados en los lances de grande y chica, total o parcialmente, aunque los naipes no declarados puedan hacer cualquier clase de jugada. En todos los casos, los naipes declarados serán los que se tengan, cantados de mayor a menor, en el lance de grande, y de menor a mayor en el lance de chica.
- No se acepta la Real.

### La Rioja
En esta región nos encontramos con la mayor cantidad de modalidades excepcionales de mus existentes. Son sus singularidades principales:
- Cuatro reyes y cuatro ases.
- Cada juego es a 25 piedras (cinco amarracos).
- No se puede mentir nunca.
- En muchos campeonatos no se admiten las señas.
- La comunicación con el compañero es casi nula.
- Se juega con 36 cartas (sin doses).

### Navarra
- Es más usual jugar a 40 tantos (ocho amarracos).
- Se juega en la modalidad cuatro reyes y cuatro ases.
- No vale la 31 real.

### País Vasco
Difiere según la zona donde se juegue. Las normas más habituales son:

#### Álava y Vizcaya
- Ocho reyes y ocho ases.
- 40 tantos por juego.
- No vale la 31 real.
- La palabra hace juego y no se puede mentir. Cualquier cosa dicha por un jugador, incluso involuntariamente, debe ser mantenida hasta el final bajo pena de perder el juego en caso contrario.

#### Guipúzcoa
- Mayoritariamente a cuatro reyes y cuatro ases, pero en algunas zonas también se juega a ocho reyes y ocho ases.
- Cada juego chico a seis amarracos (ocho amarracos en la modalidad de ocho reyes y ocho ases).
- No vale la 31 real.
- No se puede mentir y en algunos sitios tampoco se puede hablar.